# Samsung Galaxy Fit
Samsung Galaxy Fit (S5670) — смартфон от компании Samsung на мобильной операционной системе Android. Эта модель смартфона появилась в 2010 году. Модель позиционировалась, как стильное решение для общения и развлечений. Смартфон обладает большим по меркам класса экраном 3.3", но при этом достаточно низкого разрешения.

## Описание
Samsung Galaxy Fit обладает экраном TFT с диагональю 3.3 дюйма и разрешением 240 x 320 точек. Устройство основано на базе процессора Qualcomm MSM7227 частотой 600 МГц.
Модель имеет 256 мегабайт оперативной памяти, 128 мегабайт встроенной памяти, графический чип Adreno, слот для карт памяти типа microSD (поддерживаются карты памяти объёмом до 32 гигабайта), камеру разрешением в 5 мегапикселей и фирменный интерфейс Samsung TouchWiz 3.0.
На момент появления в продаже эта модель имела установленную версию Android 2.2. Через некоторое время после начала продаж стало доступно обновление русской прошивки Android 2.3.6 (Gingerbead) через Kies.

## Тесты и обзоры
- Обзор Samsung Galaxy Fit — обзор на http://mobile-review.com
- Обзор Samsung Galaxy Fit (S5670): в отличной форме! — обзор на http://mobiset.ru/